# Derrick White
Derrick White (ur. 2 lipca 1994) – amerykański koszykarz występujący na pozycjach rozgrywającego lub rzucającego obrońcy, aktualnie zawodnik Boston Celtics.
10 lutego 2022 został wytransferowany do Boston Celtics.

## Osiągnięcia
Stan na 12 sierpnia 2024, na podstawie, o ile nie zaznaczono inaczej.
NCAA II
- Mistrz turnieju konferencji Rocky Mountain Athletic Conference (RMAC – 2015)
- MVP turnieju RMAC (2015)
- Najlepszy pierwszoroczny zawodnik konferencji RMAC (2013)
- Wybrany do:
  - I składu:
    - turnieju NCAA All-South Central (2015)
    - All-RMAC (2014, 2015)
    - NCAA Division II All-American (2014, 2015)

  - III składu All-RMAC (2013)

NCAA
- Uczestnik turnieju Portsmouth Invitational (2017)
  - I składu:
    - All-Pac-12 (2017)
    - defensywnego Pac-12 (2017)
    - turnieju Pac-12 (2017)
- Lider Pac-12 w liczbie zdobytych punktów (615 – 2017)[5]

NBA
- Zaliczony do II składu defensywnego NBA (2023, 2024)[6][7]

Inne drużynowe
- Mistrz G-League (2018)[8]

Reprezentacja
- Mistrz olimpijski (2024)[9]
- Uczestnik mistrzostw świata (2019 – 7. miejsce)[10]